# Bredemeyera densiflora
Bredemeyera densiflora är en jungfrulinsväxtart som beskrevs av Alfred William Bennett. Bredemeyera densiflora ingår i släktet Bredemeyera och familjen jungfrulinsväxter. Utöver nominatformen finns också underarten B. d. glabra.